# Joachim Streit
Joachim Streit, né le 4 juin 1965 à Trèves (RFA), est un homme politique allemand. Membre des Électeurs libres (FW), il siège au parlement de Rhénanie-Palatinat de 2021 à 2024, avant d'être élu député européen le 9 juin 2024.

## Biographie
Il est diplômé de l'Eifel-Gymnasium de Neuerburg en 1985 avant d'engager des études de droit à l'université de Trèves. En 2002, il obtient son doctorat.
En 1988, il s'engage localement en politique et fonde la Liste Streit (LS). Il devient membre du conseil municipal de Bitburg en 1989, avant d'y être maire de 1997 à 2009. Le 16 décembre 2009, il prend la fonction d'administrateur de l'arrondissement d'Eifel-Bitburg-Prüm. En raison de son élection au parlement de Rhénanie-Palatinat en 2021, son mandat d'administrateur prend fin prématurément le 18 mai 2021.
Membre des Électeurs libres (FW), il est élu vice-président du parti en février 2024. Candidat sur la liste du parti pour les élections européennes de 2024, il est élu députée européenne le 9 juin 2024.